# Диафонема
Диафоне́ма — фонологическая единица, являющаяся абстракцией от фонем всех разновидностей данного языка, имеющих одинаковую дистрибуцию, но существенно различающихся фонетически. Таким образом, диафонема является абстракцией от всех диалектных вариантов произношения некоторой звуковой единицы, составляющей основу общения и взаимопонимания носителей различных разновидностей языка.
Примером диафонемы может служить абстрактная фонологическая единица, неодинаково реализуемая носителями различных диалектов русского языка в словоформе злого: [зло́го], [зло́ва], [зло́а], [зло́γа].
Знак для диафонемы в транскрипции иногда заключается в прямые скобки: |e|.

## Диафонема и диафона
Каждый из вариантов диафонемы может быть назван диафо́ной. Однако термин «диафона» используется и в значении, совпадающем со значением термина «диафонема».